# Silver League FIF 2009
La Silver League FIF 2009 è la 1ª edizione del campionato di football americano di secondo livello organizzato dalla Federazione Italiana Football. Il torneo è iniziato il 13 marzo 2010 ed è terminato con la disputa del XVI SilverBowl.

## Stagione regolare

### Calendario

#### 1ª giornata
| 2009 | Condor Grosseto | 7 – 20 | Briganti Napoli |  |

| 2009 | Trucks Bari | 42 – 6 | Spartans Taranto |  |

| 2009 | Rams Milano | 28 – 8 | Lancieri Novara |  |

| 2009 | American Felix Molinella | 30 – 47 | Ravens Imola |  |

#### 2ª giornata
| 2009 | Spartans Taranto | 12 – 42 | Briganti Napoli |  |

| 2009 | Ravens Imola | 12 – 6 | Lancieri Novara |  |

| 2009 | American Felix Molinella | 12 – 26 | Rams Milano |  |

#### 3ª giornata
| 2009 | Briganti Napoli | 36 – 6 | Trucks Bari |  |

| 2009 | Spartans Taranto | - – - | Condor Grosseto |  |

| 2009 | Rams Milano | 16 – 21 | Ravens Imola |  |

| 2009 | Lancieri Novara | 40 – 28 | American Felix Molinella |  |

#### Pasqua di football
La partita avrebbe dovuto essere disputata come amichevole fuori campionato ma fu annullata.
| 2009 | Condor Grosseto | - – - | Wild Dogs Lanciano |  |

#### 4ª giornata
| 2009 | Lancieri Novara | 28 – 22 | Rams Milano |  |

| 2009 | Ravens Imola | 43 – 40 | American Felix Molinella |  |

#### 5ª giornata
| 2009 | Briganti Napoli | - – - | Condor Grosseto |  |

| 2009 | Spartans Taranto | 20 – 52 | Trucks Bari |  |

| 2009 | Rams Milano | 32 – 28 | American Felix Molinella |  |

| 2009 | Lancieri Novara | 8 – 9 | Ravens Imola |  |

#### 6ª giornata
| 2009 | Trucks Bari | 0 – 30 | Briganti Napoli |  |

| 2009 | American Felix Molinella | 28 – 20 | Lancieri Novara |  |

#### 7ª giornata
| 2009 | Condor Grosseto | - – - | Trucks Bari |  |

| 2009 | Briganti Napoli | 50 – 0 | Spartans Taranto |  |

| 2009 | Ravens Imola | 26 – 8 | Rams Milano |  |

### Classifiche
- PCT = percentuale di vittorie, G = partite giocate, V = partite vinte, P = partite perse, PF = punti fatti, PS = punti subiti
- La qualificazione ai play-off è indicata in verde

#### Girone Nord
| Pos. | Squadra                  | PCT   | G | V | P | PF  | PS  |
| ---- | ------------------------ | ----- | - | - | - | --- | --- |
| 1    | Ravens Imola             | 1.000 | 6 | 6 | 0 | 158 | 108 |
| 2    | Rams Milano              | .500  | 6 | 3 | 3 | 132 | 123 |
| 3    | Lancieri Novara          | .333  | 6 | 2 | 4 | 110 | 127 |
| 4    | American Felix Molinella | .167  | 6 | 1 | 5 | 166 | 208 |

#### Girone Sud
| Pos. | Squadra          | PCT   | G | V | P | PF  | PS  |
| ---- | ---------------- | ----- | - | - | - | --- | --- |
| 1    | Briganti Napoli  | 1.000 | 5 | 5 | 0 | 178 | 25  |
| 2    | Trucks Bari      | .500  | 4 | 2 | 2 | 100 | 92  |
| 3    | Spartans Taranto | .000  | 4 | 0 | 4 | 38  | 186 |
| 4    | Condor Grosseto  | .000  | 1 | 0 | 1 | 7   | 20  |

## Playoff
I playoff si sono tenuti il 15-16 maggio con le semifinali e si concluderanno il 29 maggio con la finale.
|  | Bowl di conference | Bowl di conference | Bowl di conference |                 |    | XVI Silverbowl | XVI Silverbowl | XVI Silverbowl |  |
|  |                    |                    |                    |                 |    |                |                |                |  |
|  | 1                  | Ravens Imola       | 27                 |                 |    |                |                |                |  |
|  | 1                  | Ravens Imola       | 27                 |                 |    |                |                |                |  |
|  | 2                  | Rams Milano        | 26                 |                 |    |                |                |                |  |
|  | 2                  | Rams Milano        | 26                 |                 | 1  | Ravens Imola   | 14             |                |  |
|  |                    |                    |                    |                 | 1  | Ravens Imola   | 14             |                |  |
|  |                    |                    | 1                  | Briganti Napoli | 34 |                |                |                |  |
|  | 1                  | Briganti Napoli    | 1                  | Briganti Napoli | 34 | 28             |                |                |  |
|  | 1                  | Briganti Napoli    |                    |                 |    |                |                |                |  |
|  | 2                  | Trucks Bari        | 0                  |                 |    |                |                |                |  |

### Bowl di conference
| 2009 | Ravens Imola | 27 – 26 | Rams Milano |  |

| 2009 | Briganti Napoli | 28 – 0 | Trucks Bari |  |

### XVI Silverbowl
| Cercola 2009 | Briganti Napoli | 34 – 14 | Ravens Imola | Stadio G. Piccolo |

## XVI Silverbowl
La partita finale, chiamata XVI SilverBowl è stata disputata il 29 maggio 2009 allo Stadio G. Piccolo di Cercola ed è stata vinta dai Briganti Napoli sui Ravens Imola con il punteggio di 34-14.

## Verdetti
- Briganti Napoli vincitori della Silver League FIF 2009.